# مخطط الجهاز العصبي البشري
يُقدم المخطط التالي كنظرة عامة ودليل موضوعي للجهاز العصبي البشري:

الجهاز العصبي البشري

الجهاز العصبي البشري هو جزء الجسم الذي ينسق أفعال الشخص الطوعية واللاإرادية وينقل الإشارات بين أجزاء الجسم المختلفة. يتكون الجهاز العصبي البشري من جزأين رئيسيين: الجهاز العصبي المركزي (CNS) والجهاز العصبي المحيطي (PNS). يحتوي الجهاز العصبي المركزي على الدماغ والحبل الشوكي. يتكون الجهاز العصبي المحيطي بشكل أساسي من الأعصاب، وهي ألياف طويلة تربط الجهاز العصبي المركزي بكل جزء آخر من الجسم. يشمل الجهاز العصبي المحيطي الخلايا العصبية الحركية، التي تتوسط الحركة الطوعية؛ والجهاز العصبي الذاتي، الذي يشمل الجهاز العصبي الودي والجهاز العصبي اللاودي وينظم الوظائف اللاإرادية؛ والجهاز العصبي المعوي، وهو جزء شبه مستقل من الجهاز العصبي تتمثل وظيفته في التحكم في الجهاز الهضمي.

## التشريح
القائمة التالية للهياكل التشريحية البشرية تستند إلى المصطلحات التشريحية، وهي المعيار الدولي لتسمية المصطلحات التشريحية. في حين أن الترتيب معياري، فإن العلاقات الهرمية في المصطلحات التشريحية غامضة إلى حد ما، وبالتالي فهي مفتوحة للتفسير.

### الجهاز العصبي الذاتي
- الشروط العامة
- السحايا
- النخاع الشوكي
  - أعمدة رمادية
  - مادة بيضاء
- الدماغ
  - جذع الدماغ
  - المخيخ
  - الدماغ البيني
  - الدماغ الانتهائي
    - نصف الكرة المخية

### الجهاز العصبي المركزي
- أعصاب قحفية
  - العصب الشمي
  - العصب البصري
  - عصب محرك للعين
  - العصب البكري
  - عصب ثلاثي التوائم
    - الجذر الحسي
      - عقدة ثلاثية التوائم

    - العصب العيني
      - العصب الدمعي
      - العصب الجبهي
        - عصب فوق الحجاج
        - عصب فوق البكرة[الإنجليزية]

      - عصب أنفي هدبي
      - عصب غربالي خلفي
      - عصب غربالي أمامي
        - عصب أنفي خارجي

      - عصب تحت البكرة[الإنجليزية]

    - عصب فكي علوي
      - العصب الأنفي الحنكي
      - العصب البلعومي
      - عصب حنكي كبير
      - عصب حنكي صغير
      - عصب سنخي[الإنجليزية]
      - العصب الوجني
      - العصب تحت الحجاج

    - عصب فكي سفلي
      - العصب الماضغي
      - الأعصاب الصّدغيّة العميقة[الإنجليزية]
      - عصب الشدقي
      - العصب الأذني الصدغي
      - عصب لساني
        - عصب الحبل الطبلي
        - العصب تحت اللسان
        - عصب سنخي سفلي
          - عصب فكي لامي

        - العصب الذقني

  - عصب مبعد
  - عصب وجهي
    - العصب الأذني الخلفي
    - العصب الوسطاني
      - عصب صخري كبير
      - (عصب الحبل الطبلي)

  - عصب دهليزي قوقعي
    - العصب الدهليزي
    - العصب القوقعي

  - عصب بلعومي لساني
    - عصب طبلي
      - ضفيرة طبلية

    - عصب صخري صغير

  - عصب مبهم
    - عصب حنجري علوي
    - عصب حنجري راجع

  - عصب إضافي
  - عصب تحت اللسان
- الأعصاب الشوكية
  - الأعصاب الرقبية
    - عصب تحت القذال
    - العصب القذالي الأكبر
    - عصب القذالي الثالث[الإنجليزية]
    - ضفيرة عنقية
      - عروة رقبية
      - العصب القذالي الأصغر
      - عصب أذني كبير
      - العصب العنقوي المستعرض
      - اعصاب فوق الترقوة[الإنجليزية]
      - العصب الحجابي

    - ضفيرة عضدية
      - الجزء فوق الترقوة
        - العصب الكتفي الظهراني
        - العصب الصدري الطويل
        - العصب تحت الترقوة
        - العصب فوق عظم الكتف
        - الأعصاب تحت عظم الكتف[الإنجليزية]
          - عصب تحت كتفي سفلي
          - عصب تحت كتفي علوي

        - عصب صدري ظهري
        - العصب الصدري الوسطي
        - العصب الصدري الجانبي

      - الجزء تحت الرقوة
        - العصب العضلي الجلدي
        - عصب جلدي إنسي
        - عصب جلدي إنسي للساعد[الإنجليزية]
        - العصب المتوسط
        - عصب زندي
        - العصب الكعبري
        - العصب الإبطي

  - الأعصاب الصدرية
  - الأعصاب القطنية
    - الأعصاب الألوية المتوسطة[الإنجليزية]

  - الأعصاب العجزية والعصب العصعصي
    - الضفيرة القطنية
      - عصب حرقفي خثلي
      - عصب حرقفي أربي
        - الأعصاب الشفرية الأمامية
        - الأعصاب الصفنية الأمامية

      - العصب التناسلي الفخذي
      - العصب الجلدي الوحشي للفخذ
      - عصب سدادي
      - عصب إضافي سدادي
      - عصب فخذي
        - عصب صافن[الإنجليزية]
          - العَصَبُ الجِلْدِيُّ الإِنْسِيُّ للقدم

      - جذع قطني عجزي[الإنجليزية]

    - ضفيرة عجزية
      - عصب سدادي غائر[الإنجليزية]
      - عصب كمثري
      - عصب المربعة الفخذية[الإنجليزية]
      - عصب ألوي علوي
      - عصب ألوي سفلي
      - عصب الجلدي الخلفي للفخذ[الإنجليزية]
        - الأعصاب الألوية السفلية[الإنجليزية]

      - عصب جلدي ثاقب[الإنجليزية]
      - عصب فرجي
        - الأعصاب الشرجية السفلية
        - عصب عجاني
          - الأعصاب الشفرية الخلفية
          - عصب صفني خلفي
          - عصب ظهراني للبظر
          - عصب ظهراني للقضيب

      - عصب شوكي
        - العصب الشرجي العصعصي

    - العصب الوركي
      - العصب الشظوي الأصلي
        - عصب الربلي الجلدي الجانبي[الإنجليزية]
        - العصب الشظوي السطحي
        - عصب الشظوي العميق[الإنجليزية]

      - عصب قصبة الساق
        - عصب بين عظمي الساق
        - عصب الربلي الجلدي الوسطي[الإنجليزية]
        - عصب ربلي
        - عصب أخمصي أنسي[الإنجليزية]
        - عصب أخمصي جانبي[الإنجليزية]

### الجهاز العصبي المحيطي
- الجزء الودي
  - الجذع الودي
    - فرع موصل[الإنجليزية]

  - عقدة رقبية علوية
  - عقدة رقبية متوسطة[الإنجليزية]
  - عقدة نجمية (النجمية - من المحتمل أن تشمل العقدة الرقبية السفلية)
  - العقد الصدرية
    - العصب الصدري الحشوي الكبير
    - العصب الصدري الحشوي الصغير
    - العصب الصدري الحشوي الأصغر

  - العقد القطنية
    - الأعصاب الحشوية القطنية[الإنجليزية]

  - العقد العجزية
    - الأعصاب الحشوية العجزية[الإنجليزية]
    - عقدة مفردة[الإنجليزية]
- الجزء اللاودي
  - الجزء القحفي
    - العقدة الهدبية
      - الأعصاب الهدبية القصيرة[الإنجليزية]

    - العقدة الجناحية الحنكية
      - عصب نفق جناحي[الإنجليزية]

    - العقدة تحت الفك
    - العقدة تحت اللسان
    - العقدة الأذنية

  - الجزء الحوضي
    - العقد الحوضية
      - الجذر القحفي للعقد الحوضية = الأعصاب الحشوية الحوضية
- الضفائر والعقد العصبية اللاإرادية الطرفية
  - الجزء القحفي العنقي
    - ضفيرة سباتية غائرة[الإنجليزية]

  - الجزء الصدري
    - الضفيرة القلبية
    - الضفيرة المريئية[الإنجليزية]
    - الضفيرة الرئوية

  - الجزء البطني
    - الضفيرة البطنية
    - عقدة أبهرية كلوية
    - ضفيرة مساريقية علوية
    - الضفيرة المساريقية السفلية

  - الجزء الحوضي
    - ضفيرة خثلية علوية
    - الضفيرة الخثلية السفلية

## البنية

### الجهاز العصبي المركزي
يعد الجهاز العصبي المركزي المكون الرئيسي للجهاز العصبي، ويتألف من الدماغ والحبل الشوكي.
- النخاع الشوكي

#### الدماغ
الدماغ – مركز الجهاز العصبي.
- مخطط الدماغ البشري
- قائمة المناطق في الدماغ البشري

المناطق الرئيسية في دماغ الفقاريات:
|                | الدماغ         | الدماغ الأمامي                                         | الدماغ الخلفي                                                              | الدماغ الشمي، اللوزة، الحُصين، القشرة الحديثة، البطينات الجانبية، العقد القاعدية | الدماغ الشمي، اللوزة، الحُصين، القشرة الحديثة، البطينات الجانبية، العقد القاعدية |
| الدماغ البيني  | الدماغ         | الدماغ الأمامي                                         | فوق المهاد، المهاد، تحت المهاد، مهاد سفلي، الغدة النخامية، الغدة الصنوبرية | فوق المهاد، المهاد، تحت المهاد، مهاد سفلي، الغدة النخامية، الغدة الصنوبرية      |                                                                                 |
| الدماغ المتوسط | الدماغ المتوسط | السقف، السويقة الدماغية، باحة أمام السقفية، مسال دماغي | السقف، السويقة الدماغية، باحة أمام السقفية، مسال دماغي                     |                                                                                 |                                                                                 |
| الدماغ الخلفي  | الدماغ         | دماغ تالي                                              | الجسر، المخيخ،                                                             |                                                                                 |                                                                                 |
| الدماغ الخلفي  | الدماغ         | دماغ بصلي                                              | النخاع المستطيل                                                            |                                                                                 |                                                                                 |

### الجهاز العصبي المحيطي
الجهاز العصبي المحيطي - تراكيب الجهاز العصبي التي لا تقع ضمن الجهاز العصبي المركزي.
| الجهاز العصبي المحيطي | حسب الاتجاه | عصبون وارد     | عصبون وارد     |
| الجهاز العصبي المحيطي | حسب الاتجاه | عصبون صادر     |                |
| الجهاز العصبي المحيطي | حسب الوظيفة | جهاز عصبي جسدي | جهاز عصبي جسدي |
| الجهاز العصبي المحيطي | حسب الوظيفة | ذاتي           | ودي            |
| الجهاز العصبي المحيطي | حسب الوظيفة | ذاتي           | لا ودي         |
| الجهاز العصبي المحيطي | حسب الوظيفة | ذاتي           | معوي           |

#### جهاز الإحساس
جهاز الإحساس هو جزء من الجهاز العصبي المسؤول عن معالجة المعلومات الحسية. يتكون الجهاز الإحساس من مستقبلات حسية، ومسارات عصبية، وأجزاء من الدماغ تشارك في الإدراك الحسي.
- قائمة الأنظمة الحسية
- العصبون الحسي
- إدراك حسي
- جهاز الرؤية
- الجهاز السمعي
- الجهاز الحسي الجسدي
- الجهاز الدهليزي
- الجهاز الشمّي
- التذوق
- ألم

### مكونات الجهاز العصبي
- العصبون
- العصبون البيني
- العقدة العصبية (الجهاز العصبي المحيطي) مقابل النواة (التشريح العصبي) (الجهاز العصبي المركزي) باستثناء العقد القاعدية (الجهاز العصبي المركزي)
- العصب (الجهاز العصبي المحيطي) مقابل السبيل العصبي (الجهاز العصبي المركزي)
- المادة البيضاء (الأكثر ميلينًا) مقابل المادة الرمادية

#### الخلايا الدبقية
الخلايا الدبقية، والتي تسمى عادة بالدِبْقِيَّات العصبية أو الدِبْق، هي خلايا داعمة تحافظ على الاستتباب، وتكون الميالين، وتوفر الدعم والحماية لخلايا الدماغ العصبية.
- الخلايا الدبقية الصغيرة
- الخلايا النجمية
- الخلايا الدبقية القليلة التغصن في الجهاز العصبي المركزي مقابل الخلايا الشوانية في الجهاز العصبي المحيطي

#### العصبون
الخلايا العصبية (تعرف أيضًا بالعصبون أو الخلية العصبية) هي خلايا قابلة للاستثارة في الجهاز العصبي تقوم بمعالجة ونقل المعلومات عن طريق الإشارات الكهروكيميائية. الخلايا العصبية هي المكونات الأساسية للدماغ والحبل الشوكي والأعصاب المحيطية.
- جسم
- محور عصبي
- الميالين
- زائدة شجرية
- شوكة تغصنية

#### جهد الفعل
جهد الفعل (أو النبضة العصبية) هو تغير عابر في جهد الغشاء عبر الغشاء في خلية قابلة للاستثارة، ينشأ عن نشاط قنوات أيونية ذات بوابات جهدية مغروسة في الغشاء. أشهر جهود الفعل هي موجات شبيهة بالنبضات تنتقل على طول محاور الخلايا العصبية.
- جهد الغشاء
- قناة الأيونات
- قناة أيون مبوبة بالفولتية

#### المشبك العصبي
المشابك العصبية هي وصلات متخصصة تُرسل من خلالها الإشارات بين الخلايا العصبية وبعضها البعض وإلى خلايا غير عصبية مثل تلك الموجودة في العضلات أو الغدد.
- المشبك الكيميائي
- تقاطع الفجوة
- اللدونة المشبكية
- التأييد طويل الأمد

#### الناقل العصبي
الناقل العصبي – مادة كيميائية داخلية المنشأ تعمل على نقل وتضخيم وتعديل الإشارات بين الخلايا العصبية والخلايا الأخرى المتصلة بها تشابكيًا.
- تعديل عصبي
- ناقل عصبي أحادي الأمين
- ببتيد عصبي

#### مستقبلات الناقل العصبي
مستقبلات النواقل العصبية - هي مستقبلات غشائية تتنشط عند ارتباطها بالناقل العصبي. ويمكن لتفاعل النواقل العصبية مع مستقبلاتها أن يؤدي إلى مجموعة واسعة من الاستجابات المختلفة في الخلية المستهدفة، بما في ذلك التنشيط، والتثبيط، وأنواع متنوعة من التعديل.

## تطور الجهاز العصبي البشري
- تطور الجهاز العصبي
- تطور الذكاء البشري
- تطور الدماغ البشري
- علم الأعصاب القديمة

## فروع العلوم التي تدرس الجهاز العصبي البشري
- علم الأعصاب
  - طب الجهاز العصبي
    - علم الأعصاب القديمة[الإنجليزية]

- تصنيف:المستقبلات

## الشبكة العصبية
الشبكة العصبية - مجموعة من الخلايا العصبية المترابطة فعليًا والتي تعمل بشكل تعاوني لتشكيل دارة وظيفية. يدرس علماء الحاسوب والمهندسون أيضًا الشبكات العصبية الاصطناعية التي تشكلها تجريدات رياضية مبسطة لخصائص الإشارات للخلايا العصبية البيولوجية.
- مولد النماذج المركزي
- القوس الانعكاسي
- التذبذبات العصبية

## التطور العصبي
التطور العصبي - يشمل العمليات التي تولد وتشكل وتعيد تشكيل الجهاز العصبي، بدءًا من المراحل المبكرة لتكوين الجنين وحتى السنوات الأخيرة من الحياة.
- اللدونة العصبية
- تخلق النسيج العصبي
- تجدد عصبي

### التطور قبل الولادة للجهاز العصبي

#### تخلق النسيج العصبي
- التطور العصبي العام
  - تكون الأنبوب العصبي
  - عصيبة[الإنجليزية]
  - الحبل الظهري
  - أديم ظاهر عصبي[الإنجليزية]
  - الصفيحة العصبية
    - الطية العصبية
    - تلم عصبي[الإنجليزية]

  - تكوين الأعصاب[الإنجليزية]
- العرف العصبي
  - عرف عصبي قحفي[الإنجليزية]
    - عرف عصبي قلبي

  - عرف عصبي جذعي[الإنجليزية]
- الأنبوبة العصبية
  - مسم عصبي منقاري[الإنجليزية]
  - قسيم عصبي/ قسيم معيني
  - الثنية الرأسية
  - الثنية الجسرية
  - صفيحة جناحية[الإنجليزية]
    - حسي

  - الصفيحة القاعدية
    - محرك

  - أرومة دبقية
  - خلية عصبية بدائية
  - شبكة إنتاشية[الإنجليزية]

#### تطور العين
تطور العين
- الأنبوبة العصبية: الحويصلة البصرية
- سويقة بصرية[الإنجليزية]
- قديح بصري
- الأديم الظاهر السطحي : لوحاء العدسة[الإنجليزية]

#### التطور السمعي
- لوحاء سمعية[الإنجليزية]
  - وهدة سمعية[الإنجليزية]
  - حويصلة أذنية[الإنجليزية]

## التحكم الحركي
التحكم الحركي – يشمل الأنشطة التي يقوم بها الجهاز العصبي لتنظيم الجهاز العضلي الهيكلي لإنتاج حركات منسقة وأفعال ماهرة.
- جهاز عصبي حركي
- الدوامة الحركية
- المخ
- العقد القاعدية
- المنعكس

## التعلم والذاكرة
الذاكرة - هي قدرة الكائن الحي على تخزين المعلومات والاحتفاظ بها واسترجاعها. أما التعلم، فهو عملية اكتساب الكائن الحي لمعارف أو سلوكيات أو مهارات أو قيم أو تفضيلات أو فهم جديد، وقد يشمل ذلك تجميع أنواع مختلفة من المعلومات.
- فقدان الذاكرة
- اللدونة المشبكية
- إشراط تقليدي
- إشراط استثابي
- التطبع (علم النفس)

## الإستعراف
استعراف – الأنشطة التي تنطوي على معالجة المعلومات وتطبيق المعرفة وتغيير التفضيلات. يمكن أن تكون العمليات المعرفية طبيعية أو اصطناعية، واعية أو غير واعية.
- عقل
- الوعي
- الارتباطات العصبية للوعي
- انتباه
- الشعور
- ذكاء
- صناعة القرار
- وظائف تنفيذية

## التيقظ
التيقظ – حالة فسيولوجية ونفسية من اليقظة أو التفاعل مع المنبهات.
- النوم
- التخدير
- غيبوبة
- التشكل الشبكي